# HAT-P-4
BD+36°2593, chiamata anche HAT-P-4, è una stella binaria facente parte della costellazione del Boote. Si tratta di un sistema composto da una coppia di stelle di classe G di sequenza principale poco più massicce e luminose del Sole, dal quale dista poco più di 1000 anni luce. Il 2 ottobre 2007 alcuni ricercatori statunitensi hanno scoperto che la stella possiede almeno un esopianeta, chiamato BD+36°2593 b.

## Sistema planetario
| Pianeta | Massa   | Periodo orb.  | Sem. maggiore        | Scoperta |
| ------- | ------- | ------------- | -------------------- | -------- |
| b       | 0,68 MJ | 3,0565 giorni | 0,0446 ± (0,0012) UA | 2007     |